# Piotr Paleczny
Piotr Paleczny, né à Rybnik (Pologne) le 10 mai 1946, est un pianiste polonais.

## Biographie
Piotr Paleczny a étudié le piano à Université de musique Frédéric-Chopin de Varsovie, là où à présent il enseigne depuis 1988.
Il obtient le 3e prix en 1970 du Concours international de piano Frédéric-Chopin de Varsovie.
Il a été membre du jury du Concours International de Piano de Santander Paloma O’Shea en 1990.

## Discographie
- Symphonie nº 4 de Szymanowski avec l'Orchestre symphonique national de la radio polonaise dirigé par Jerzy Semkow en 1979 (EMI).